# Correbia felderi
Correbia felderi là một loài bướm đêm thuộc phân họ Arctiinae, họ Erebidae.